# Mari Sánchez
Mari Leivis Sánchez Periñán (Turbo, 8 de outubro de 1991) é uma halterofilista colombiana, medalhista olímpica.

## Carreira
Sánchez ganhou a medalha de ouro no evento feminino de 69 kg Snatch nos Jogos Centro-Americanos e do Caribe de 2018, realizados em Barranquilla, Colômbia. Ela também ganhou a medalha de prata no  evento feminino de 69 kg Clean & Jerk. No mesmo ano, ela competiu no evento feminino de 71 kg no Campeonato Mundial de Halterofilismo realizado em Ashgabat, Turcomenistão.
Sánchez conquistou a medalha de prata em seu evento no Campeonato Pan-Americano de Halterofilismo de 2020, realizado em Santo Domingo, República Dominicana. Ela também conquistou a medalha de prata em seu evento no Campeonato Pan-Americano de Halterofilismo de 2022, realizado em Bogotá, Colômbia.
Sánchez ganhou duas medalhas, incluindo ouro, nos Jogos Bolivarianos de 2022, realizados em Valledupar, Colômbia. Ela ganhou a medalha de prata na categoria feminina de 76  kg nos Jogos Sul-Americanos de 2022, realizados em Assunção, Paraguai.
Sánchez conquistou a medalha de prata na  categoria feminina de 71 kg nos Jogos Pan-Americanos de 2023, realizados em Santiago, Chile. Em fevereiro de 2024, ela conquistou a medalha de prata em sua categoria no Campeonato Pan-Americano de Halterofilismo, realizado em Caracas, Venezuela.
Em agosto de 2024, Sánchez ganhou a medalha de prata na categoria feminina de 71 kg nas Olimpíadas de Verão de 2024, realizadas em Paris, França.